# Friesenheim (Baden-Württemberg)
Friesenheim (Alemannic thấp: Friäsenä) là một thị xã nằm ở huyện Ortenaukreis thuộc bang Baden-Württemberg, Đức.